# Кулигин (персонаж)
Кулигин — второстепенный персонаж пьесы А. Н. Островского «Гроза». Полное имя неизвестно. Сказано лишь, что Кулигин — пятидесятилетний мещанин, занимается починкой часов. По мнению современных критиков данный персонаж показывает связь природы и красоты с религией, в противовес всем указывает на то, что гроза — это благодать Божья.

## Образ персонажа
Образ Кулигина введен в пьесу для большего резонанса. Данный персонаж подчеркивает все различия, которые хочет показать автор: например, между красотой природы и нравами людей города; между Кабанихой и Катериной; между мнением толпы и действительностью.
«…какая красота в природе разлита!…Жестокие нравы, сударь, в нашем городе, жестокие! В мещанстве, сударь, вы ничего, кроме грубости да бедности нагольной, не увидите».
Человек он хороший, скромный, честный: «…Да меня здесь все знают; про меня никто дурно не скажет…» Он умен и начитан: цитирует Ломоносова, сочиняет стихи, мечтает изобрести вечный двигатель. Он хочет быть полезным обществу: миллион за вечный двигатель он бы на пользу обществу пустил, в городе хочет установить солнечные часы и громоотвод.
А ещё этот человек смел и готов идти против толпы. Это подтверждается его фразами о грозе, как о милости, а также состраданием к «грешнице» Катерине, которую он в конце пьесы и достает из вод Волги.
«Вот вам ваша Катерина. Делайте с ней что хотите! Тело ее здесь, возьмите его; а душа теперь не ваша: она теперь перед судией, который милосерднее вас!»

## Мнения критиков
С. З. Бураковский видит в личности Кулигина элемент протеста против «темного царства». Кулигин «хотя и является одним воином в поле, тем не менее представляет собою силу, ибо этот человек руководится не одною лишь натурою, а всецело отдается идее, поглощающей в нём все личное.»
Анализируя этносоциометрию произведения, О. С. Клишина отмечает, что реплики философа и чудака Кулигина по преимуществу нейтральны. Характер общения показывает его терпеливый характер и доброжелательность. Кулигин высокого мнения о Катерине, что расходится с представлениями провинциального общества, и отрицательно относится к Кабанихе, которая угнетает домашних. Интересно и то, что Клишина подметила, что Феклуша и Кулигин оппоненты, которые подчеркивают православную и просветительскую картины мира.

## Фильмография персонажа
- В телеспектакле «Гроза» 1977 года роль Кулигина исполняет актёр Аркадий Смирнов
- В фильме 2019 года — Иван Макаревич